# Джюетт (Техас)
Джюетт (англ. Jewett) — місто (англ. city) в США, в окрузі Леон штату Техас. Населення — 793 особи (2020).

## Географія
Джюетт розташований за координатами 31°21′45″ пн. ш. 96°8′44″ зх. д. / 31.36250° пн. ш. 96.14556° зх. д. (31.362606, -96.145544).  За даними Бюро перепису населення США в 2010 році місто мало площу 5,17 км², з яких 5,15 км² — суходіл та 0,02 км² — водойми.

## Демографія
Згідно з переписом 2010 року, у місті мешкало 1167 осіб у 397 домогосподарствах у складі 283 родин. Густота населення становила 226 осіб/км².  Було 489 помешкань (95/км²).
Расовий склад населення:
| - 73,1 % — білих - 7,0 % — чорних або афроамериканців - 1,3 % — азіатів - 0,4 % — корінних американців - 0,1 % — вихідців з тихоокеанських островів - 16,4 % — осіб інших рас |

До двох чи більше рас належало 1,7 %. Частка іспаномовних становила 44,0 % від усіх жителів.
За віковим діапазоном населення розподілялося таким чином: 32,4 % — особи молодші 18 років, 58,4 % — особи у віці 18—64 років, 9,2 % — особи у віці 65 років та старші. Медіана віку мешканця становила 29,4 року. На 100 осіб жіночої статі у місті припадало 95,2 чоловіків;  на 100 жінок у віці від 18 років та старших — 93,9 чоловіків також старших 18 років.
Середній дохід на одне домашнє господарство  становив 62 559 доларів США (медіана — 50 750), а середній дохід на одну сім'ю — 69 798 доларів (медіана — 56 354). Медіана доходів становила 30 192 долари для чоловіків та 20 368 доларів для жінок. За межею бідності перебувало 17,4 % осіб, у тому числі 15,1 % дітей у віці до 18 років та 6,0 % осіб у віці 65 років та старших.
Цивільне працевлаштоване населення становило 582 особи. Основні галузі зайнятості: будівництво — 23,9 %, роздрібна торгівля — 16,2 %, мистецтво, розваги та відпочинок — 16,2 %.